# 北海道道633号函馆港线
北海道道633号函馆港线（日语：北海道道633号函館港線）是一条位于北海道函馆市的普通道级道路（北海道道）。

## 道路概况
- 起点：北海道函馆市港町1丁目（函馆港）
- 終点：北海道函馆市北浜町
- 总距离：0.1千米

## 经过的自治体
- 渡岛综合振兴局
  - 函馆市

## 主要连接道路
- 国道227号（终点）

## 历史
- 1969年（昭和44年）6月18日 - 路線勘定（北海道告示第1249号）

## 其他
- 起点为青函渡轮码头，在JR貨物五稜郭站附近的位置，距离津轻海峡渡轮码头（港町3丁目）大約2千米。